# 蔚山城の戦い
蔚山城の戦い（ウルサンソンのたたかい、いさんじょうのたたかい）は、1598年1月29日（慶長2年12月22日）から同年2月9日（慶長3年1月4日）に慶長の役で明・朝鮮連合軍と日本軍との間で行われた交戦（蔚山城の構造については蔚山倭城を参照）。当項の日付は和暦を用いるものとする。

## 第一次蔚山城の戦い

### 背景
文禄の役後、日明の間で続けられた和平交渉は決裂し、再征が決定された。慶長2年（1597年）の任務として、全羅道・忠清道を成敗すること、これを達成した後は守備担当の武将を定め、帰国予定の武将を中心として築城することが命じられていた。
慶長の役が始まると釜山周辺に布陣していた日本の諸軍は、明・朝鮮軍を破って全羅道・忠清道に進撃し、この二道を成敗するという目標を達成する。そして次の任務である築城を開始するために朝鮮南岸域に帰還した。
釜山周辺には、既に文禄期から倭城群が築かれていたが、新たに築かれる城はその外縁部に位置し、東から、蔚山城、梁山城、昌原（馬山）城、唐島瀬戸口（見乃梁）城、固城城、泗川城、南海城、順天城の八城である。
これら倭城群の最東端にあたる蔚山の地（隣接拠点西生浦倭城の北約15km）には、加藤清正自らが縄張りを行い、慶長2年（1597年）11月中旬から、毛利秀元・浅野幸長・加藤清正の軍勢を中心として、久留の計をめざし本格的に蔚山倭城の築城を始める。
城地に選ばれた島山は蔚山湾の最奥で、南には太和江が流れている。現在は長年に亘る土砂の堆積と近年の埋め立てにより内陸化しているが、当時は海のすぐ近くに位置しており、城下には兵船を着岸させることができた。
築城を急ぐ日本軍に対し、このころ明・朝鮮では、加藤清正を日本軍中で最強の武将とみなし、蔚山を攻めて清正を捕らえたなら日本全軍の士気をくじくことができると考え、明将楊鎬・麻貴らに率いられた明軍および、都元帥権慄率いる朝鮮軍、合わせて約56,900（うち朝鮮軍12,500人）の兵を建設中の蔚山倭城に差し向けた。
- 蔚山倭城に向かった明・朝鮮軍　計57,000
左協　12,600（馬・歩兵）李如梅（副総兵）
　　　　 4,000（朝鮮軍）　李時言（忠清兵使）
中協　11,700（馬・歩兵）高策　（副総兵）
　　　　 5,200（朝鮮軍）　成允門（慶尚右兵使）
右協　11,600（馬・歩兵）李芳春（副総兵）
　　　　 3,300（朝鮮軍）　鄭起龍（慶尚左兵使）
本軍　 8,500（兵）　　　楊鎬（経理）、麻貴（総兵）

「日本戦史・朝鮮役」より

### 蔚山襲撃
蔚山倭城では、約40日の突貫工事で完成が目前になると、築城が担当であった毛利秀元は兵糧・武具類を釜山に輸送し蔚山を退去して帰国の準備に取り掛かっていた。また加藤清正は西生浦に出張中で蔚山にはおらず、浅野幸長・太田一吉らが城外の仮営に駐屯していた。そこへ12月22日、明軍の先鋒擺寨指揮下の軽騎兵1000に急襲され、毛利家家臣の冷泉元満・阿曽沼元秀・都野家頼が討ち死に、仮営は焼き払われた。当初、浅野幸長らは仮営からの銃声を白鳥狩をしていると思い込んでいたために救援に遅れることになる。敵の襲来の報が入り浅野幸長・太田一吉が反撃に移るが、擺寨が偽装退却で浅野勢をおびき寄せ、楊登山・李如梅らが三方から合撃したので浅野勢は苦戦に陥った。460余の戦死者を出し太田一吉も負傷するほどの激戦の後、蔚山城惣構内に撤退して籠城戦が始まる（『清正高麗陣覚書』による籠城兵力は10,000人）。

### 攻防戦

籠城戦の指揮をとった加藤清正の像（名古屋妙行寺）

蔚山城が襲撃を受けたとの報を西生浦で聞いた加藤清正は即座に兵船に座乗して蔚山に帰還、城内に入った。これより籠城する日本軍は加藤清正の指揮下に入った。23日、未完成であった城の惣構を明・朝鮮軍が突破し、660余の戦死者を出した日本軍は内城に後退、日暮れまでに明・朝鮮軍を撃退した。
朝鮮王朝実録での楊鎬の説明によれば、明軍はこの日までの攻撃で日本軍1300人を斬首し、焼死溺死したものは数えきれない(数千人)としている。

- 蔚山倭城内の配置
本丸東側　太田一吉
本丸南側　浅野幸長
本丸西側　加藤軍（加藤安政）
二の丸　加藤清正、毛利軍（宍戸元続・桂孫六）
三の丸　加藤軍（加藤与左衛門・近藤四郎右衛門）、
　　　　　 毛利軍（口羽元良・和知元盛・日野元重・吉見広行）
二の丸と三の丸の中間　加藤軍（美濃部金太夫・九鬼広隆）

12月24日早朝、明・朝鮮軍は四面から蔚山内城を攻撃したが、城を守る日本軍から無数の銃弾を浴び、多数の死傷者を出して退却した。25日、楊元は朝鮮軍の都元帥権慄を呼び「今日、明軍は休息するが、朝鮮軍は城を攻めよ」と命令する。権慄はこれに従い朝鮮軍単独による城攻めを行ったが、銃撃で多数の死傷者を出し退却した。26日は終日風雨だったが雨を冒して進攻、27日もまた軍を進めたが同様に死傷者を出した。28日には柴草を集め、城を火攻めにしようとしたが、明軍・朝鮮軍ともに多数の死傷者を出し、城の下に達することも出来ずに退却した。

このように、連日攻城戦を展開する明・朝鮮連合軍に日本軍は大きな損害を与え続け攻撃を頓挫させた。しかし、城の完成直後で兵糧の備蓄も充分でなく、日本軍側は厳しい籠城戦を強いられることになった。冬の寒さと飢えとにより倒れる者が続出し、落城は時間の問題となる。29日には、城を明け渡せば和睦するとの使者が明・朝鮮連合軍の陣営から派遣された。その２名の使者は、降倭将の岡本越後守と田原七左衛門であった。清正は開城には応じる気はなかったが、捕虜交換の交渉には前向きで、城外で明将との会見に臨もうとして浅野幸長に諫止された。結果的に、この一連の交渉が援軍到着までの時間稼ぎになった。蔚山城包囲戦の最中、明・朝鮮軍は日本の援軍が大挙して到来することを恐れていたが、この恐れは現実のものとなる。

### 援軍到来
| 一番隊 計4,550                                                           |
| ------------------------------------------------------------------------ |
| 1,600（鍋島直茂、勝茂）                                                  |
| 150（毛利吉成、毛利勝永、秋月種長、高橋元種、伊東祐兵、相良頼房）        |
| 2,200（蜂須賀家政）                                                      |
| 600（黒田長政）                                                          |
| 軍監（早川長政、垣見一直、熊谷直盛、竹中重利）各々小部隊を率いて之に続く |
| 二番隊 計3,770                                                           |
| 70（加藤嘉明）                                                           |
| 50（中川秀成）                                                           |
| 500（生駒一正）                                                          |
| 150（脇坂安治）                                                          |
| 3,000（山口宗永）                                                        |
| 未詳（池田秀雄）                                                         |
| 三番隊 計3,900                                                           |
| 3,900（毛利秀元）                                                        |
| 水軍 兵数未詳                                                            |
| 長宗我部元親、池田秀氏、加藤清正の兵                                     |

一方、12月26日には毛利吉成と小早川秀秋に代わって小早川勢の指揮を執る山口宗永が、27日には黒田長政・安国寺恵瓊、２８日には毛利秀元、29日には蜂須賀家政・鍋島直茂勝茂父子・加藤嘉明ら日本側の援軍が西生浦に続々と到着する。また海上には長宗我部元親らの水軍が到来した。冬季の対馬海峡は波が荒く、本土から兵糧等の重量物輸送は困難になる。このため援軍の兵数やその活動可能期間には制限があった。
このため明・朝鮮軍は早急に蔚山城を陥落させる必要に迫られた。その夜、楊鎬・麻貴は全軍を自ら督戦して最後の攻城戦を開始するが、敵前退却する士率を斬り捨て、さらに戦意不足の李化龍を捕縛し軍中の見せしめにしなければならない状況であった。来援を知った蔚山城兵は生気を取り戻して迎撃し、攻めかかる敵兵に銃弾を浴びせかけた。明・朝鮮軍は誰一人として抵抗する者がいなくなるほどの損害を被り、最後の攻城戦は失敗した。
1月4日、楊鎬・麻貴は城攻めの失敗と援軍の到来により退路を失うと判断し、擺寨・楊登山・呉惟忠・茅国器の4隊を後衛として逐次慶州へ撤退を開始する。
日本の赴援軍では毛利秀元の陣所より、吉川広家が先陣として明軍に向かって突撃し、続いて立花宗茂は吉川隊と連携しつつ側面から追撃、黒田長政・蜂須賀家政ら日本軍諸部隊も一度に突撃した。これを受けた明軍は敗走を開始した。
明軍の内、箭灘を守っていた浙江の歩兵及び騎兵には、楊鎬・麻貴の撤退が伝わっておらず、慌てて転倒しながら逃走をはじめた。蔚山城の日本兵は山を駆け下り、一気に敵兵を討ち殺した。明軍で歩兵の生還者は多くなく、騎兵も多数の戦死者を出し、甲冑を投棄し身一つで逃走した。また朝鮮軍も多くの死傷者を出した。
吉川広家は明軍の一隊の退路を寸断すると、その退路を失った明兵は池のある方向へ逃亡した。日本軍はこれを池まで追い詰めて多くの敵兵を討ち取った。
さらに日本軍は敗走する明・朝鮮軍を30里にわたって追撃する。明軍の戦死者は無数に及び 
、追撃戦時における戦死者数は、軍中で隠蔽されているため正確には判らないが、或いは3,000とも、或いは4,000とも云われ、その中で参将盧継忠の一軍は後方にあったためほとんど壊滅した。中国側の史料である明史によれば、この戦いで明軍は2万人が戦死する大損害を出し、戦いは日本軍の勝利となった。城廻り敵死骸数の事『浅野家文書』二五五号によると、合戦後の日本側検証で各場所合計10,386人分の敵兵の遺棄死体を確認している。明軍の指揮官クラスでは、遊撃楊万金戦死、千総麻来戦死、千総周道継戦死、千総李洞賓戦死、把総郭安民戦死、千総王子和戦死、哨総湯文瓚戦死、千総銭応太戦死、張応元戦死、陳観策戦死、遊撃陳寅負傷、遊撃陳愚沖負傷という損害を出している。明将楊鎬は日本軍の追撃を恐れ、漢城まで撤退した。
敗北した明軍では退却中に麻貴配下の韃靼兵が略奪を働くなど統制が乱れ、また朝鮮人が日本軍の味方をしたとの情報に接した明軍上層部が不審を抱くこととなった。明軍を統括する経略の邢玠は1598年2月に結果を戦勝として皇帝に奏上し、万暦帝はこれを「国威、大いに彰わす」と賞賛した。しかし、軍の内部から戦死者が二万に及ぶとの報告があり

、楊鎬は戦死者は百人余りと反論した。邢玠の部下で賛画の丁応泰は、戦捷は虚報であり、経理楊鎬・提督麻貴・副総兵李如梅らは多数の兵と武器を喪失し、事実を隠蔽したことを6月に上奏した。他に遊撃陳寅・周陞からの讒言もあり、万暦帝は激怒して楊鎬を更迭し、天津巡撫万世徳に代えた。

### 朝鮮物語(大河内秀元陣中日記)による記述
大河内秀元の著書、朝鮮物語(大河内秀元陣中日記)による記述では、明軍の軍勢は80万騎だったとしている。日本側の兵数は23000、日本軍は初日の攻撃だけで18360人が戦死したと記述している。籠城による餓死凍死は896、援軍の戦死を2800と記している。明軍の討ち死にした死体は15754としている。なお大河内秀元は、小早川秀秋が援軍の主将であり、自ら13人の明軍を討ち取ったと記述しているが、実際には小早川秀秋は蔚山には出陣していないなど、記述の信頼性に問題も見られる。
中国国内の歴史家には、朝鮮物語(大河内秀元陣中日記)の記述を元に、日本軍の蔚山城防衛兵数を23000、日本軍の戦死者を18360人以上とする主張もみられるが、豊臣秀吉朱印状によれば、日本軍の兵数は最大でも、加藤清正軍が10000、浅野幸長が3000、その他の多少の兵数千を合計しても、最大限に見積もっても15000程度であると考えられる。また日本軍の実際の動員数は公式(豊臣秀吉朱印状)よりも数割少なかったと考えられており、日本軍の兵数は15000以下だったと可能性が高いと考えられ、18360の戦死者数は非現実的と思われる。
加藤清正軍は第二次蔚山城の戦いでも城を守ったが、もし第一次蔚山城の戦いで壊滅的な被害を被っていた場合、第二次蔚山城の戦いの防衛を任せられたり行うことは難しいため、18360の被害はさらに非現実的と推定される。第一次と第二次蔚山の戦いの間に加藤清正が日本から援軍を呼び寄せた記録もない。
中国国内では、日本の歴史史料である西藩烈士干城録の記述を元に、蔚山城防衛兵数を20000とする主張もあるが、西藩烈士干城録は19世紀に島津家で書かれたものであり、島津家は蔚山城の戦いに参加していないため、20000という数字は信憑性が低いと思われる。

### 関ヶ原への影響
蔚山攻防戦の後、宇喜多秀家・毛利秀元・蜂須賀家政ら13将は蔚山・順天・梁山の三城放棄する戦線縮小案（1月26日付、連署注進状）を豊臣秀吉に上申しているが、3月には秀吉の不興を蒙り却下され、僅かに黒田長政の守城が梁山から亀浦に変更されるにとどまった。
この合戦について、軍目付の福原長堯・熊谷直盛・垣見一直は、蔚山救援軍の陣所に一部の明軍部隊が攻撃を仕掛けたとき、先鋒の蜂須賀家政・黒田長政が「合戦をしなかった」と豊臣秀吉に報告した(「合戦をしなかった」との報告は、蜂須賀家政・黒田長政が1月4日の追撃戦に参加しなかったという報告ではなく、1月3日の前哨戦の事である。「唐人河を越え、少々山に乗り揚げ候」とあるように
、少数の明軍部隊が太和江を越えて、高地上の日本の赴援軍に攻撃を仕掛けたときのことであり、追撃戦とは無関係であり、「追撃しなかった」などとは一切報告されていない。朝鮮王朝実録にも1月3日に日明両軍の間に小戦闘が起こったことが記されている。。慶長三年正月二十五日付で秀吉は黒田長政に、蔚山城救援の功を賞する朱印状を送っており「追い討ちに数多討ち捨て候由」とあり、長政は追撃戦に参加して戦果を挙げたというのが、秀吉の認識であった。)。このため両者は秀吉の不興を蒙り、とくに蜂須賀家政は三城放棄案の件と併せて秀吉の逆鱗に触れ、領国への逼塞が命じられた。他に目付の早川長政・竹中隆重・毛利高政も秀吉の不興を蒙り領国への逼塞が命じられた。一方、福原長堯・熊谷直盛・垣見一直には報告の褒美として豊後国内に新地が与えられた。また秀吉は筑後国・筑前国を石田三成に与えようとした。これは三成が辞退したものの、筑後国・筑前国における蔵入地の代官に三成を任じ筑前国名島城を与えた。
しかし、この蔚山城救援諸将に対する処分は後の慶長4年（1599年）に石田三成襲撃事件が発生して三成が失脚すると、発言力を高めた徳川家康は五大老会議を招集し、蔚山城救援諸将に「落ち度がなかったことは歴然としている」との裁定を下し、処分の撤回と名誉回復の処置がとられる。慶長5年（1600年）には関ヶ原の戦いが起こるが、このとき蜂須賀家政・黒田長政は東軍につくことになる。
また、この際に譴責を受けた諸将の中には加藤清正なども含まれていたが、彼らは秀吉への報告を行った福原長堯の縁戚である石田三成がこの処分に関わっていると見て反発を深め、後に所謂「七将」と呼ばれる反・石田三成勢力が結成されるきっかけになったとみられており、結果的には関ヶ原の戦いの一因になった事件であったと考えられている。

## 第二次蔚山城の戦い
前回の敗戦後、明軍では本国からの増援を得て兵力は約10万となり、慶長3年（1598年）8月、明・朝鮮連合軍は、東路軍、中路軍、西路軍、水軍、の4軍に分かれて南下を開始する。東路軍は蔚山を、中路軍は泗川を、西路軍と水軍は順天を同時に攻撃する戦略であった。この内麻貴総兵が指揮する東路軍29,500人（明軍24,000人、朝鮮軍5,514人）は9月21日（以下和暦）に慶州を出発。22日に加藤清正が守備する蔚山倭城を攻撃したが今回は篭城準備がなされており、明軍が城を攻撃しても日本軍の反撃により明軍の被害が増えるばかりで攻略の目処は立たなかった。麻貴は挑発などを行い日本軍を誘きだそうとしたが、城中の清正は守りを固めて出て来ない（日本戦史朝鮮役 P397）。攻略の目処も立たず、さらに中路軍が泗川の戦いで大敗したとの報告も届いたため、10月6日には蔚山倭城より撤退し、慶州へ帰還した。
『明史』によると、日本軍は偽りの退却をして麻貴の明軍を誘引し、明軍が空塁に入った時、伏兵が起こり明軍は敗北した。
また『乱中雑録』趙慶男によると、9月18日（日付は明暦）、麻貴が明軍を率いて慶州を出撃。朝鮮軍の金応瑞が別に東萊へ進撃してから進んで蔚山倭城を攻撃開始し、防柵などを焼いた。しかし日本軍の攻撃により明軍の被害は計り知れない。清正は去年の攻撃を戦訓に防戦の準備を重ね、堅く守備を固めていたために明・朝鮮軍は攻めきれずに撤退した。
10月12日、明・朝鮮軍は慶州に到着した。
同じく慶尚道左防禦使の権応銖が都元帥の権慄に送った報告によると「9月19日に麻貴は釜山の日本軍を牽制するために金応瑞が東萊の温井に赴く、翌20日から蔚山倭城を攻撃開始した。明軍は何度も挑戦をしたが、日本軍は守りを固めて出て来ないため明軍の被害は数え切れない。包囲を一旬(約10日間)続けたが攻略の目処が立たないために撤退した」と記述している。
第二次蔚山城の戦いでは加藤清正が守りに徹したため、泗川倭城攻撃し島津義弘の逆襲を受けて潰走した中路軍や、小西行長の順天倭城に水陸から総攻撃を実施した後、兵糧を投棄しながら退却した西路軍と水軍のような混乱を東路軍ではおこすことなく比較的整然と撤退した。
朝鮮王朝実録には、三路の戦い（第二次蔚山城の戦い、泗川の戦い、順天の戦い）において、明・朝鮮軍は全ての攻撃で敗退し、これにより、三路に分かれた明・朝鮮軍は溶けるように共に潰え、人心は恟懼（恐々）となり、逃避の準備をしたと記述されている。

## 戦後
この戦いに先立つ8月18日、既に豊臣秀吉は死去しており、その死は秘匿されたまま10月15日に帰国命令が発せられ、加藤清正は11月18日に蔚山倭城より撤退を完了して帰国した。
慶州に撤退していた麻貴は日本軍の撤退後の蔚山倭城を接収し、これを自らの戦功として報告した。このため、明では陳璘・劉綎に続いて3番目に麻貴の功績が評価されている。
熊本市中央区には「蔚山町（うるさんまち）」という名の市電停留場およびバス停留所がある。加藤清正が陣取った蔚山、あるいはそこから連れてきた人々を住まわせたことにちなむとされる。電停名の韓国語表記では、「蔚山」の部分のみ外来語表記法に依らず朝鮮漢字音で読んだ「울산마치（Ulsanmachi）」が用いられている。

## 絵図等
「朝鮮蔚山合戦之図」
「朝鮮蔚山合戦之図」は前田育徳会尊経閣文庫が所蔵する淡色彩の絵図。大きさは69.5cm×68.5cm。この絵図の作成時期は、関ケ原の戦い後に紀伊国和歌山に入部した浅野幸長を「紀伊守」と記していることから江戸時代初頭とみられている。なお、尊経閣文庫には「朝鮮蔚山合戦之図」とは別に「蔚山図」というほぼ同じ構図の絵図もある。
「朝鮮軍陣図屏風」
「朝鮮軍陣図屏風」は鍋島報效会が所蔵する屏風で、本来六曲二双（四隻）であったが、江戸時代に一隻が失われ六曲三隻になっている。